# Kadirenahalli, Malur
Kadirenahalli là một làng thuộc tehsil Malur, huyện Kolar, bang Karnataka, Ấn Độ.